# Petronor
Petronor è un produttore di petrolio spagnolo con sede a Muskiz nei Paesi Baschi. La società è di proprietà di Repsol (85,98%) e Kutxabank (14,02%).
Le sue strutture principali sono distribuite nei comuni di Muskiz e Abanto y Ciérvana. Attualmente, la sua raffineria è la più grande in Spagna, con una capacità di undici milioni di tonnellate di idrocarburi all'anno. Nel 2007, Petronor ha aumentato i suoi profitti del 18% a 295 milioni di euro. Il fatturato ammontava a 5.585 milioni. Nel 2008, aumentando la sua produzione, ha ridotto i benefici.
L'azienda ha una vasta rete di distributori di benzina, situati principalmente nelle province settentrionali della Spagna, una presenza che gli azionisti della compagnia cercano di mantenere e rafforzare data l'immagine che l'azienda ha in quella zona geografica, essendo un altro obiettivo l'installazione a Muskiz dal 2008 dell'unità URF (Unità per la riduzione dell'olio combustibile) nota anche come impianto di coke per la riduzione degli oli combustibili che rappresenta un investimento di 750 milioni di euro.
A partire da luglio dello stesso anno, Petronor è stata presieduta da Josu Jon Imaz, dottore in scienze chimiche ed ex presidente del Partito Nazionalista Basco (PNV). Imaz sostituì Pedro Fernández Frial che rimase legato alla ditta come direttore. Attualmente, da giugno 2015, il presidente è Emiliano López Atxurra.
La compagnia è stata criticata per l'inquinamento che genera. Il progetto di costruzione di un impianto di trattamento del coke ha ricevuto una forte opposizione nel suo ambiente vicino.
Il logo attuale è un adattamento dell'emblema originale progettato da José Manuel de Sendagorta, fratello del primo presidente di Petronor, Enrique de Sendagorta Aramburu, durante una notte insonne in treno.

## Attività di sponsor
Nel 1997, ha sponsorizzato la squadra ciclistica Euskadi-Petronor (successivamente Euskaltel-Euskadi).
Dal 2008 al 2014 ha sponsorizzato l'Athletic Club.